# 扩张 (度量空间)
在数学中，扩张（英語：dilation）是从度量空间{\displaystyle M}映射到{\displaystyle M}本身的函数{\displaystyle f}，使得恒等式
{\displaystyle d(f(x),f(y))=rd(x,y)}
对任意{\displaystyle x,y\in M} 都成立，其中{\displaystyle d(x,y)}是{\displaystyle x}到{\displaystyle y}的距离，{\displaystyle r}是正实数。 
对于欧氏空间，这样的扩张相当于空间的相似。 扩张只改变对象或者说图形的大小，而不改变其形状。
欧氏空间的每个不是全等的扩张都有唯一的不动点 ，称为扩张中心。 而在全等关系中，有些全等有固定点，有些则没有。 